# 上谷郡
上谷郡，中國古郡名。
戰國燕昭王二十九年（公元前283年）置，郡治在沮阳县（今河北怀来縣一帶），為秦朝三十六郡之一。西漢、東漢、曹魏、西晉、北魏、北齊、北周沿之，轄區日易縮小。隋文帝時廢郡，其屬縣劃入易州。隋煬帝改稱上谷郡。户三万八千七百，下领六县：易县、涞水县、遒县、遂城县、永乐县、飞狐县。唐朝初年，改為易州，至唐玄宗開元年間又恢復上谷郡，下辖易县、遂城县、涞水县、容城县、满城县、五回县（今河北省易县安格庄乡西古县）、板城县（今河北省涞水县赵各庄镇）、楼亭县（今河北省易县梁格庄镇娄亭村）。但不久全国改郡为州，「上谷郡」之名從此走入歷史。
唐朝上谷郡太守
- 卢同宰（742年）
- 裴某（745年）
- 裴倩（天宝年间）
- 严损之（天宝年间）